# Nuoto ai XVII Giochi paralimpici estivi - Donne 400 metri stile libero
Le gare di nuoto 400 metri stile libero femminili ai XVII Giochi paralimpici estivi si sono svolte tra il 29 agosto e il 6 settembre 2024 alla Paris La Défense Arena.

## Programma
Sono stati disputati 7 eventi, articolati in una serie di batterie di qualificazione in mattinata; la finale è stata disputata nel pomeriggio/sera del medesimo giorno. Ha fatto eccezione la classe S6, di cui è stata disputata direttamente la finale.
| S6  |   |   |   |   |   |   |  |  |   |   |  |  |   |   |   |   |  | F |
| S7  |   |   |   |   |   |   |  |  | B | F |  |  |   |   |   |   |  |   |
| S8  |   |   |   |   |   |   |  |  |   |   |  |  | B | F |   |   |  |   |
| S9  | B | F |   |   |   |   |  |  |   |   |  |  |   |   |   |   |  |   |
| S10 |   |   |   |   |   |   |  |  |   |   |  |  |   |   | B | F |  |   |
| S11 |   |   | B | F |   |   |  |  |   |   |  |  |   |   |   |   |  |   |
| S13 |   |   |   |   | B | F |  |  |   |   |  |  |   |   |   |   |  |   |

| M | mattina | P | pomeriggio/sera |

| B | Batterie | F | Finale per medaglia d'oro |

## Risultati
Tutti i tempi sono espressi in minuti e secondi.

### S6
La gara si è svolta il 6 settembre 2024.
| Pos. | Atleta                | Nazione       | Tempo   | Note |
| ---- | --------------------- | ------------- | ------- | ---- |
|      | Jiang Yuyan           | Cina          | 5:12,07 |      |
|      | Nora Meister          | Svizzera      | 5:16,53 |      |
|      | Maisie Summers-Newton | Gran Bretagna | 5:21,36 |      |
| 4    | Laila Suzigan Abate   | Brasile       | 5:33,02 |      |
| 5    | Zhang Li              | Cina          | 5:45,81 |      |
| 6    | Arianna Talamona      | Italia        | 5:49,69 |      |
| 7    | Zhu Ji                | Cina          | 5:52,15 |      |
| 8    | Evelin Szaraz         | Ungheria      | 5:57,98 |      |

### S7
Le gare si sono svolte il 2 settembre 2024.
| Pos. | Atleta                       | Nazione     | Tempo   | Note               |
| ---- | ---------------------------- | ----------- | ------- | ------------------ |
|      | Morgan Stickney              | Stati Uniti | 4:53,88 | Record paralimpico |
|      | McKenzie Coan                | Stati Uniti | 5:10,34 |                    |
|      | Giulia Terzi                 | Italia      | 5:12,61 |                    |
| 4    | Chloe Osborn                 | Australia   | 5:17,69 |                    |
| 5    | Ahalya Lettenberger          | Stati Uniti | 5:23,73 |                    |
| 6    | Sabrina Duchesne             | Canada      | 5:24,08 |                    |
| 7    | Holly Warn                   | Australia   | 5:26,71 |                    |
| 8    | Naomi Alejandra Ortiz Mendez | Messico     | 5:36,59 |                    |

### S8
Le gare si sono svolte il 4 settembre 2024.
| Pos. | Atleta                  | Nazione       | Tempo   | Note            |
| ---- | ----------------------- | ------------- | ------- | --------------- |
|      | Jessica Long            | Stati Uniti   | 4:48,74 |                 |
|      | Alice Tai               | Gran Bretagna | 4:52,24 |                 |
|      | Xenia Francesca Palazzo | Italia        | 5:00,13 |                 |
| 4    | Zheng Tingting          | Cina          | 5:00,25 | Record asiatico |
| 5    | Brock Whiston           | Gran Bretagna | 5:00,89 |                 |
| 6    | Ella Jones              | Australia     | 5:02,86 |                 |
| 7    | Nahia Zudaire Borrezo   | Spagna        | 5:05,46 |                 |
| 8    | Vendula Duskova         | Rep. Ceca     | 5:16,48 |                 |

### S9
Le gare si sono svolte il 29 agosto 2024.
| Pos. | Atleta             | Nazione       | Tempo   | Note |
| ---- | ------------------ | ------------- | ------- | ---- |
|      | Zsofia Konkoly     | Ungheria      | 4:39,78 |      |
|      | Lakeisha Patterson | Australia     | 4:40,14 |      |
|      | Vittoria Bianco    | Italia        | 4:47,55 |      |
| 4    | Nuria Marques Soto | Spagna        | 4:48,39 |      |
| 5    | Toni Shaw          | Gran Bretagna | 4:48,44 |      |
| 6    | Agathe Pauli       | Francia       | 4:49,66 |      |
| 7    | Emma Mecic         | Croazia       | 4:50,45 |      |
| 8    | Xu Jialing         | Cina          | 5:01,18 |      |

### S10
Le gare si sono svolte il 5 settembre 2024.
| Pos. | Atleta           | Nazione       | Tempo   | Note |
| ---- | ---------------- | ------------- | ------- | ---- |
|      | Aurelie Rivard   | Canada        | 4:29,20 |      |
|      | Alexandra Truwit | Stati Uniti   | 4:31,39 |      |
|      | Bianka Pap       | Ungheria      | 4:35,63 |      |
| 4    | Oliwia Jablonska | Polonia       | 4:38,50 |      |
| 5    | Faye Rogers      | Gran Bretagna | 4:41,50 |      |
| 6    | Elodie Lorandi   | Francia       | 4:52,43 |      |
| 7    | Csenge Hotz      | Ungheria      | 4:53,31 |      |
| 8    | Taylor Winnett   | Stati Uniti   | 4:55,29 |      |

### S11
Le gare si sono svolte il 30 agosto 2024.
| Pos. | Atleta                             | Nazione                     | Tempo   | Note            |
| ---- | ---------------------------------- | --------------------------- | ------- | --------------- |
|      | Liesette Bruinsma                  | Paesi Bassi                 | 5:00,42 | Record europeo  |
|      | Zhang Xiaotong                     | Cina                        | 5:03,45 | Record asiatico |
|      | Daria Lukianenko                   | Atleti Paralimpici Neutrali | 5:04,37 |                 |
| 4    | Anastasia Pagonis                  | Stati Uniti                 | 5:05,31 |                 |
| 5    | Cai Liwen                          | Cina                        | 5:13,13 |                 |
| 6    | Scarlett Humphrey                  | Gran Bretagna               | 5:24,03 |                 |
| 7    | Matilde Estefania Alcazar Figueroa | Messico                     | 5:35,54 |                 |
| 8    | Eliza Humphrey                     | Gran Bretagna               | 5:40,44 |                 |

### S13
Le gare si sono svolte il 31 agosto 2024.
| Pos. | Atleta                      | Nazione                     | Tempo   | Note               |
| ---- | --------------------------- | --------------------------- | ------- | ------------------ |
|      | Olivia Chambers             | Stati Uniti                 | 4:29,93 |                    |
|      | Carlotta Gilli              | Italia                      | 4:31,83 |                    |
|      | Anna Stetsenko (S12)        | Ucraina                     | 4:36,17 | Record paralimpico |
| 4    | Ariadna Edo Beltran         | Spagna                      | 4:48,93 |                    |
| 5    | Emma Feliu Martin           | Spagna                      | 4:49,20 |                    |
| 6    | Aleksandra Ziablitseva      | Atleti Paralimpici Neutrali | 4:49,47 |                    |
| 7    | Shokhsanamkhon Toshpulatova | Uzbekistan                  | 4:49,91 |                    |
| 8    | Alani Ferreira (S12)        | Sudafrica                   | 4:55,95 | Record africano    |